# Liste der Naturdenkmale in Eschenburg
Die Liste der Naturdenkmale in Eschenburg nennt die auf dem Gebiet der Gemeinde Eschenburg gelegenen Naturdenkmale. Sie sind bei der unteren Naturschutzbehörde des Lahn-Dill-Kreises (Abteil Umwelt, Natur und Wasser) eingetragen.
| Bild            | Bezeichnung                  | Ortsteil, Lage                               | Beschreibung | Art        | Nr. |
| --------------- | ---------------------------- | -------------------------------------------- | --- | ---------- | --- |
| Fotos hochladen | Alte Schullinde Eibelshausen | Eibelshausen 50° 48′ 45,9″ N, 8° 20′ 25,1″ O | Etwa 400 Jahre alte Winterlinde. 24,5 m hoch, 3 m Stammumfang. Schutzgrund: Alter, Schönheit                                     | Einzelbaum | 66  |
| Fotos hochladen | Dreikaisereiche Eiershausen  | Eiershausen 50° 48′ 24,2″ N, 8° 21′ 36,1″ O  | Im Dreikaiserjahr 1888 gepflanzte Stieleiche. 14 m hoch, 2,10 m Stammumfang. Schutzgrund: Erinnerung an Ereignisse und Personen. | Einzelbaum | 120 |
| Fotos hochladen | Kugelbaum Hirzenhain         | Hirzenhain 50° 47′ 37,8″ N, 8° 23′ 5,8″ O    | 10 m hoher Bergahorn mit auffälliger Krone. Schutzgrund: Eigenart. Markanter Baum mit auffälliger Krone                          | Einzelbaum | 113 |
| Fotos hochladen | Philippsbuche Simmersbach    | Simmersbach 50° 49′ 46,7″ N, 8° 22′ 15,1″ O  | 1963 musste die etwa 400 Jahre alte originale Philippsbuche gefällt werden. An ihrer Stelle wurde ein Ableger neu gepflanzt.     | Einzelbaum | 42  |
| Fotos hochladen | Viehstandseiche Eibelshausen | Eibelshausen 50° 49′ 27,2″ N, 8° 21′ 18,6″ O | Über 400 Jahre alte, ehemalige Huteeiche mit ausgeprägten Wurzelanläufen.                                                        | Einzelbaum | 67  |
| Fotos hochladen | Wacholderfläche Simmersbach  | Simmersbach 50° 49′ 48,6″ N, 8° 22′ 53,4″ O  | Wacholderbestand, Relikt historischer Landnutzung durch Schafsbeweidung, Magerstandort Schutzgrund: Seltenheit, Schönheit        |            | 154 |
| Fotos hochladen | Wacholderheide Eiershausen   | Eiershausen 50° 48′ 16,4″ N, 8° 22′ 28,3″ O  | Wacholderbestand, Relikt historischer Landnutzung durch Schafsbeweidung, Magerstandort Schutzgrund: Seltenheit, Schönheit        |            | 135 |